# Poblado C-11 José María Morelos y Pavón
Poblado C-11 José María Morelos y Pavón es un poblado del municipio de Cárdenas ubicado en la subregión de la Chontalpa del estado mexicano de Tabasco.

## Geografía
La localidad se ubica a 32.4 kilómetros (en dirección suroeste) de la localidad de Cárdenas, la cabecera y lugar más poblado del municipio. Se sitúa en las coordenadas geográficas 18°10′26″N 93°37′25″O / 18.173889, -93.623611, a una elevación de 3 metros sobre el nivel del mar.

## Demografía
Según el Conteo de Población y Vivienda 2020, efectuado por el Instituto Nacional de Estadística y Geografía, la localidad de Poblado C-11 José María Morelos y Pavón tiene 2,532 habitantes, de los cuales 1,306 son del sexo masculino y 1,226 del sexo femenino. Su tasa de fecundidad es de 3.1 hijos por mujer y tiene 661 viviendas particulares habitadas.
| Gráfica de evolución demográfica de Poblado C-11 José María Morelos y Pavón entre 1970 y 2020 |
|                                                                                               |
| INEGI.                                                                                        |